# Лагард (Жер)
Лага́рд (фр. Lagarde) — коммуна во Франции, находится в регионе Юг — Пиренеи. Департамент — Жер. Входит в состав кантона Лектур. Округ коммуны — Кондом.
Код INSEE коммуны — 32176.

## География
Коммуна расположена приблизительно в 570 км к югу от Парижа, в 85 км северо-западнее Тулузы, в 36 км к северу от Оша.

## Климат
Климат умеренно-океанический. Лето жаркое и немного дождливое, температура часто превышает 35 °С. Зимой часто бывает отрицательная температура и ночные заморозки. Годовое количество осадков — 700—900 мм.

## Население
Население коммуны на 2010 год составляло 115 человек.
| 1962 | 1968 | 1975 | 1982 | 1990 | 1999 | 2010 |
| ---- | ---- | ---- | ---- | ---- | ---- | ---- |
| 223  | 200  | 141  | 148  | 165  | 131  | 115  |

## Администрация
| Период | Период | Фамилия           | Партия | Примечания |
| ------ | ------ | ----------------- | ------ | ---------- |
| 2001   | 2020   | Жислен Пуарет-Маи |        |            |

## Экономика
В 2010 году среди 51 человека трудоспособного возраста (15-64 лет) 34 были экономически активными, 17 — неактивными (показатель активности — 66,7 %, в 1999 году было 71,3 %). Из 34 активных жителей работали 32 человека (14 мужчин и 18 женщин), безработных было 2 (0 мужчин и 2 женщины). Среди 17 неактивных 2 человека были учениками или студентами, 10 — пенсионерами, 5 были неактивными по другим причинам.

## Достопримечательности
- Церковь XII века. Исторический памятник с 1983 года[9]
- Замок Лагард (XVII век). Исторический памятник с 1984 года[10]

## Фотогалерея

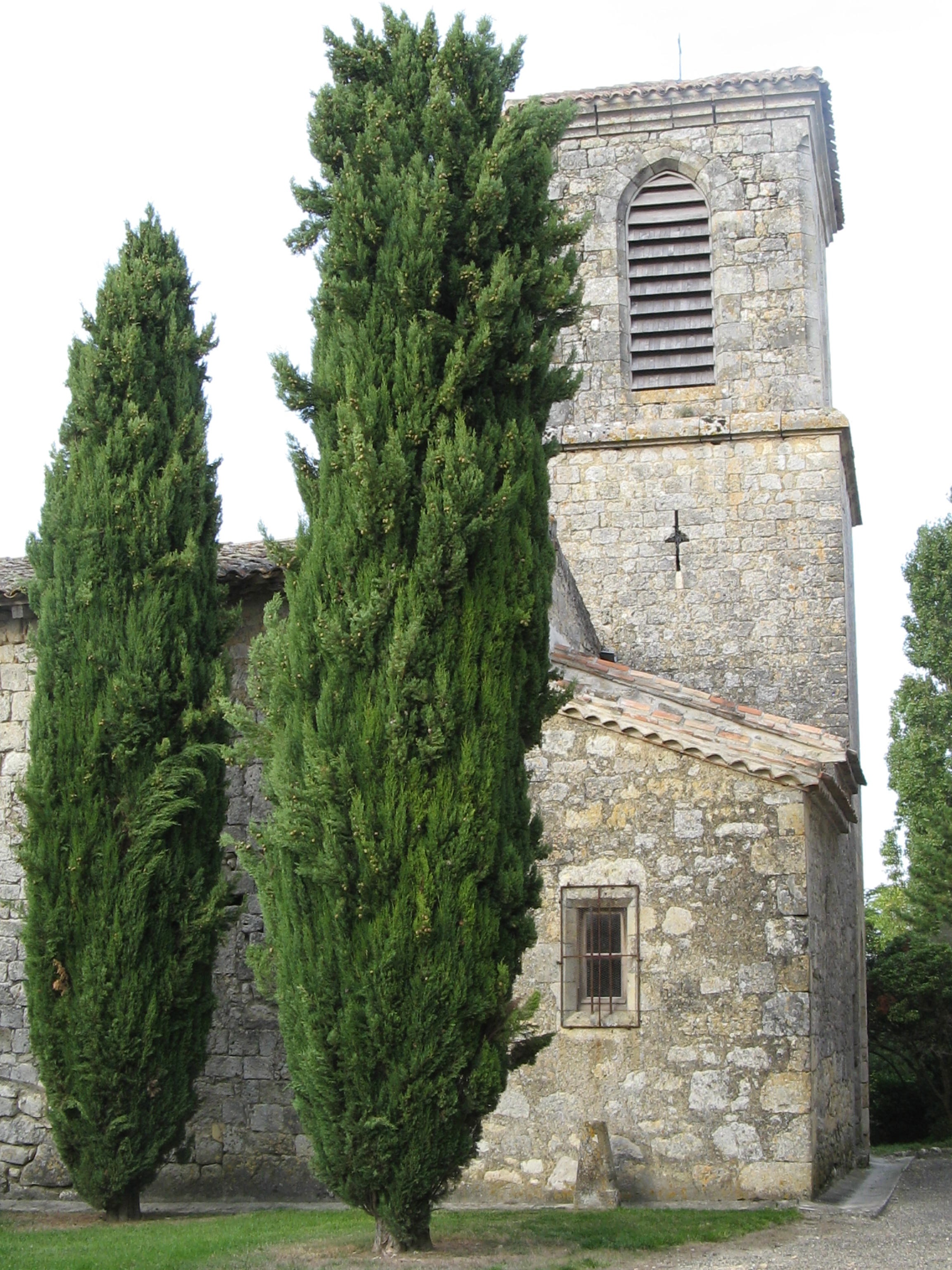
Церковь
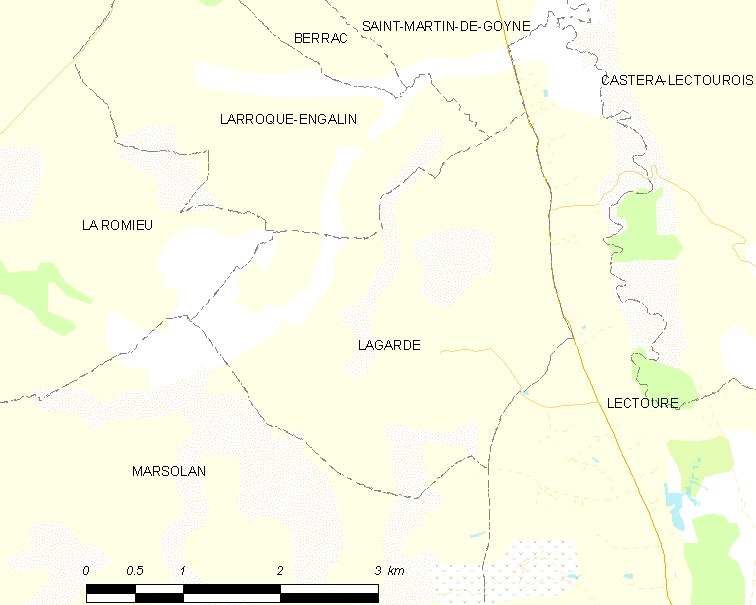
Карта коммуны